# آتولاتینا
آتولاتینا (انگلیسی: AutoLatina) شرکت خودروسازی آرژانتینی است، که در سال ۱۹۸۷ تأسیس شد.